# ماريون كريغ
ماريون كريغ (بالإنجليزية: Marion Greig)‏ هي مجدفة أمريكية، ولدت في 22 فبراير 1954 في هدسون في الولايات المتحدة.

## وصلات خارجية
- ماريون كريغ على موقع الاتحاد الدولي للتجديف (الإنجليزية)
- ماريون كريغ على موقع اللجنة الأولمبية الدولية (الإنجليزية)
- ماريون كريغ على موقع أوليمبيديا (الإنجليزية)